# Xabi Alonso
Xabier Alonso Olano (* 25. listopadu 1981 Tolosa) je španělský fotbalový trenér, který od října 2022 vede německý klub Bayer 04 Leverkusen, a bývalý profesionální fotbalista, který hrával na pozici defensivního záložníka. Svoji hráčskou kariéru ukončil po sezóně 2016/17 v klubu FC Bayern Mnichov. Mezi lety 2003 a 2014 odehrál také 114 utkání v dresu španělské reprezentace, ve kterých vstřelil 16 branek.

## Klubová kariéra

### Real Sociedad
Kariéru začal v Realu Sociedad. Po krátkém hostování v SD Eibar se vrátil do Realu Sociedad, kde působil jako kapitán. V sezóně 2002/03 obsadil Real Sociedad 2. místo ve španělské La Lize.

### Liverpool
V srpnu 2004 přestoupil do anglického týmu Liverpool FC. Ve finále Ligy mistrů v Istanbulu v roce 2005 proti AC Milán sice Liverpool prohrával 3:0 po poločase, nakonec však zápas dotáhl, i díky brance Alonsa, do nerozhodného stavu na konci základní hrací doby a vynutil si penaltový rozstřel. V něm se pak radovali právě členové anglického týmu. Kromě Alonsa, který hrál pod trenérem Rafaelem Benítezem na Anfieldu povětšinou klíčovou roli, byli součástí týmu i tehdejší čeští reprezentanti Milan Baroš a Vladimír Šmicer.
Následující sezónu vyhrál s Liverpoolem FA Cup a FA Community Shield.
Alonso nechtěl nikdy opustit Anfield, nicméně kvůli neshodám s trenérem Benítezem požádal klub v červnu 2009 o přestup.

### Real Madrid
V létě 2009 přestoupil Alonso do Realu Madrid. V týmu trenéra Manuela Pellegriniho se ihned stal stabilním členem základní sestavy a už ve své první sezóně byl jedním z nejdůležitějších hráčů týmu. Místo v sestavě si udržel i po příchodu trenéra Josého Mourinha v roce 2010. Po odchodu Mourinha přišel v létě 2013 do klubu Carlo Ancelotti, Alonso opět patřil ke klíčovým hráčům týmu i ve své poslední sezóně v dresu Realu.
Během pěti sezón v dresu Realu Madrid vyhrál jeden ligový titul v sezóně 2011/12, dvakrát Copu del Rey (v letech 2011 a 2014) a v sezóně 2013/14 také Ligu mistrů UEFA.

### Bayern Mnichov
Bayern Mnichov přivedl Alonsa v samotném závěru letního přestupového období na konci srpna 2014 za částku osmi milionů eur. Pod trenérem Pepem Guadriolou debutoval v zápase proti Schalke při venkovní ligové remíze 1:1. Koncem září proti Kölnu zlomil rekord počtu přihrávek jednoho hráče v jednom utkání v rámci Bundesligy (204). V říjnu proti Werderu Brémy v lize se trefil z přímého kopu, dal tak svůj první gól za Bayern a přispěl k výhře 6:0. V únoru 2015 nastoupil ke svému 100. zápasu Ligy mistrů proti Šachtaru Doněck (0:0), ale po druhé obdržené žluté kartě byl rozhodčím vyloučen. Během pouhých tří let v Bayernu získal tři tituly německého mistra, domácí pohár a Superpohár.
Společně s kapitánem Philippem Lahmem se v květnu 2017 rozloučili s aktivní kariérou.

## Reprezentační kariéra
V A-mužstvu Španělska přezdívaném La Furia Roja debutoval 30. 4. 2003 v Madridu v přátelském zápase proti týmu Ekvádoru (výhra 4:0).
Se španělskou reprezentací vyhrál dvakrát Mistrovství Evropy (2008 a 2012) a jednou Mistrovství světa (2010). Zúčastnil se ještě EURA 2004 v Portugalsku a MS 2006 v Německu.
Trenér Vicente del Bosque jej vzal na Mistrovství světa 2014 v Brazílii, kde Španělé jakožto obhájci titulu vypadli po dvou porážkách a jedné výhře již v základní skupině B. Poté ukončil reprezentační kariéru.
Celkem odehrál v letech 2003–2014 za španělský národní tým 114 zápasů a vstřelil 16 branek.

### Reprezentační góly
| Gól | Datum              | Místo                                                      | Soupeř                | Skóre | Výsledek | Soutěž                                            |
| --- | ------------------ | ---------------------------------------------------------- | --------------------- | ----- | -------- | ------------------------------------------------- |
| 1   | 14. června 2006    | Zentralstadion, Lipsko, Německo                            | Ukrajina              | 1–0   | 4–0      | Mistrovství světa ve fotbale 2006                 |
| 2   | 20. srpna 2008     | Parken, Kodaň, Dánsko                                      | Dánsko                | 1–0   | 3–0      | Přátelský zápas                                   |
| 3   | 20. srpna 2008     | Parken, Kodaň, Dánsko                                      | Dánsko                | 3–0   | 3–0      | Přátelský zápas                                   |
| 4   | 1. dubna 2009      | Ali Sami Yen Stadium, Istanbul, Turecko                    | Turecko               | 1–1   | 2–1      | Kvalifikace na Mistrovství světa ve fotbale 2010  |
| 5   | 28. června 2009    | Royal Bafokeng Stadium, Rustenburg, Jihoafrická republika  | Jihoafrická republika | 3–2   | 3–2      | Konfederační pohár FIFA 2009                      |
| 6   | 14. listopadu 2009 | Estadio Vicente Calderón, Madrid, Španělsko                | Argentina             | 1–0   | 2–1      | Přátelský zápas                                   |
| 7   | 14. listopadu 2009 | Estadio Vicente Calderón, Madrid, Španělsko                | Argentina             | 2–1   | 2–1      | Přátelský zápas                                   |
| 8   | 29. května 2010    | Tivoli Neu, Innsbruck, Rakousko                            | Saúdská Arábie        | 2–1   | 3–2      | Přátelský zápas                                   |
| 9   | 8. června 2010     | Estadio Nueva Condomina, Murcia, Španělsko                 | Polsko                | 3–0   | 6–0      | Přátelský zápas                                   |
| 10  | 7. června 2011     | Estadio José Antonio Anzoátegui, Puerto La Cruz, Venezuela | Venezuela             | 3–0   | 3–0      | Přátelský zápas                                   |
| 11  | 10. srpna 2011     | Stadio San Nicola, Bari, Itálie                            | Itálie                | 1–1   | 1–2      | Přátelský zápas                                   |
| 12  | 7. října 2011      | Generali Arena, Praha, Česko                               | Česko                 | 2–0   | 2–0      | Kvalifikace na Mistrovství Evropy ve fotbale 2012 |
| 13  | 30. května 2012    | Stade de Suisse, Bern, Švýcarsko                           | Jižní Korea           | 2–1   | 4–1      | Přátelský zápas                                   |
| 14  | 23. července 2012  | Donbas Arena, Doněck, Ukrajina                             | Francie               | 1–0   | 2–0      | Mistrovství Evropy ve fotbale 2012                |
| 15  | 23. července 2012  | Donbas Arena, Doněck, Ukrajina                             | Francie               | 2–0   | 2–0      | Mistrovství Evropy ve fotbale 2012                |
| 16  | 13. června 2014    | Arena Fonte Nova, Salvador, Brazílie                       | Nizozemsko            | 1–0   | 1–5      | Mistrovství světa ve fotbale 2014                 |

## Trenérská kariéra
Po absolvování trenérského kurzu UEFA se v létě v roce 2018 vrátil do Realu Madrid, aby se stal trenérem hráčů do 14 let.
V létě 2019 se stal hlavním trenérem rezervního týmu Realu Sociedad. S týmem v následující sezóně postoupil do Segunda División, kam se klub dostal poprvé od roku 1962. V březnu 2021 prodloužil Alonso svou smlouvu o jeden rok, přestože byl intenzivně spojován s manažerským postem v Borussii Mönchengladbach. V květnu 2022 Alonso oznámil, že po sezóně 2021/22 z klubu odejde.
Dne 5. října 2022 byl Alonso jmenován novým trenérem Bayeru Leverkusen. Nahradil Gerarda Seoaneho, který byl z německého týmu vyhozen po nepovedeném startu do ročníku; Leverkusen byl po osmi kolech předposlední. Alonso během několika měsíců zavedl atraktivní, všestranný a efektivní systém hry, díky němuž Bayer dovedl až do semifinále Evropské ligy UEFA, kde ho vyřadil AS Řím jeho bývalého manažera José Mourinha z Realu Madrid, a v lize vytáhl Leverkusen na konečné šesté místo, čímž si zajistil start ve skupině Evropské ligy.
V listopadu 2023 se stal prvním koučem v historii Bayeru, který vyhrál osm po sobě jdoucích ligových zápasů.

## Styl hry
Alonso nevynikal rychlostí, zato disponoval herní inteligencí.

## Úspěchy

### Individuální
- Světová jedenáctka FIFA FIFPro – 2011,[31] 2012[32]

## Osobní život
Pochází z fotbalové rodiny, jeho otec Miguel Ángel Alonso hrál například za Barcelonu a jeho bratr Mikel Alonso je také fotbalistou.